# Villar del Río
Villar del Río est une commune espagnole de la province de Soria en Castille-et-León.